# ETAOIN SHRDLU

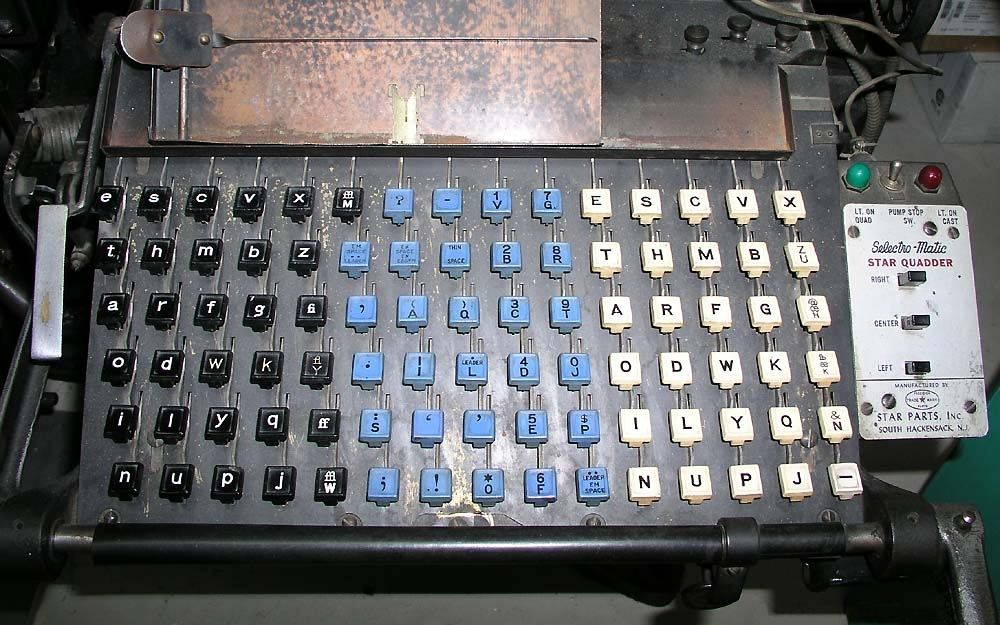
Klawiatura linotypu

ETAOIN SHRDLU – 12 najczęściej występujących liter w języku angielskim,
ustawionych według częstości występowania.
Był to także rodzaj chochlika drukarskiego
pojawiającego się w prasie amerykańskiej do końca lat 70. dwudziestego stulecia.
Polski odpowiednik to „aieon wrszc”.

## Chochlik drukarski
W tej kolejności ustawione były też klawisze na klawiaturze amerykańskich linotypów.
Ze względu na specyfikę działania linotypu, jeśli operator popełnił błąd w trakcie wpisywania wiersza tekstu, najłatwiejszą metodą jego usunięcia było wypełnienie reszty wiersza dowolną zawartością i odrzucenie całości. W takich sytuacjach operator przesuwał palcem po klawiaturze,
uzyskując w ten sposób napis „ETAOIN SHRDLU”. Jeśli jednak wypełniona nonsensowną treścią linia nie została odrzucona, napis „ETAOIN SHRDLU” pojawiał się w druku.